# Aulacigaster borbonica
Aulacigaster borbonica är en tvåvingeart som beskrevs av Hilger och Kassebeer 2000. Aulacigaster borbonica ingår i släktet Aulacigaster och familjen Aulacigastridae.
Artens utbredningsområde är Réunion. Inga underarter finns listade i Catalogue of Life.